# Университет Страны Басков
Университе́т Страны́ Ба́сков (исп. Universidad del Pais Vasco, баск. Euskal Herriko Unibertsitatea) — единственный государственный университет в Стране Басков, автономном сообществе на севере Испании. Имеет отделения в трёх его провинциях: кампус Бискайя, кампус Гипускоа и кампус в провинции Алава. Университет является основным научно-исследовательским учреждением в Стране Басков, осуществляющим 70 % основных исследований в автономном сообществе.

## Международный рейтинг
Университет занимает 11-е место среди испанских вузов, 96-е в Европе и 255-е в мире по версии портала Webometrics.
В Академическом рейтинге университетов мира учебное заведение Страны Басков находится между 301 и 400 местами среди университетов мира, входит в топ-200 Европы, а в Испании делит 9—10 строчку с университетом Сарагосы.

## Символы
Девизом университета является строка на баскском языке из стихотворения Хосе Марии Ипаррагирре «Герникское дерево»: Eman ta zabal zazu («Давай и распространяй»). Герника является гимном басков с XIX века. На логотипе университета изображён герникский дуб, символизирующий свободу басков, работы известного скульптора Эдуардо Чильиды.

## Структура

### Бискайя
- Факультет искусств (исп. Facultad de Bellas Artes, баск. Arte Ederren Fakultatea)
- Педагогический факультет (исп. Facultad de Educación, баск. Hezkuntza Fakultatea)
- Высшая школа инженерии (исп. Escuela de Ingeniería de Bilbao, баск. Bilboko Ingeniaritza Eskola)
- Факультет экономики и бизнеса (исп. Facultad de Economía y Empresa, баск. Ekonomia eta Enpresa Fakultatea)
- Социологический факультет (исп. Facultad de Ciencias Sociales y de la Comunicación, баск. Gizarte eta Komunikazio Zientzien Fakultatea)
- Факультет социальной работы (исп. Facultad de RRLL y Trabajo Social, баск. Lan Harreman eta Gizarte Langintza Fakultatea)
- Медицинский факультет (исп. Facultad de Medicina y Enfermería, баск. Medikuntza eta Erizaintza Fakultatea)
- Факультет естественных наук и технологии (исп. Facultad de Ciencia y Tecnología, баск. Zientzia eta Teknologia Fakultatea)

### Гипускоа
- Высшая школа архитектуры (исп. Escuela Técnica Superior de Arquitectura, баск. Arkitektura Goi Eskola Teknikoa)
- Факультет экономики и бизнеса (исп. Facultad de Economía y Empresa, баск. Ekonomia eta Enpresa Fakultatea)
- Высшая школа инженерии (исп. Escuela de Ingeniería de Gipuzkoa, баск. Gipuzkoako Ingeniaritza Eskola)
- Факультет педагогики, философии и антропологии (исп. Facultad de Educación, Filosofía y Antropología, баск. Hezkuntza, Filosofia eta Antropologia Fakultatea)
- Факультет информационных технологий (исп. Facultad de Informática, баск. Informatika Fakultatea)
- Химический факультет (исп. Facultad de Química, баск. Kimika Fakultatea)
- Медицинский факультет (исп. Facultad de Medicina y Enfermería, баск. Medikuntza eta Erizaintza Fakultatea)
- Факультет психологии (исп. Facultad de Psicología, баск. Psikologia Fakultatea)
- Юридический факультет (исп. Facultad de Derecho, баск. Zuzenbide Fakultatea)

### Алава
- Факультет экономики и бизнеса (исп. Facultad de Economía y Empresa, баск. Ekonomia eta Enpresa Fakultatea)
- Фармацевтический факультет (исп. Facultad de Farmacia, баск. Farmazia Fakultatea)
- Высшая школа инженерии (исп. Escuela de Ingeniería de Vitoria-Gasteiz, баск. Vitoria-Gasteizko Ingeniaritza Eskola)
- Факультет физической культуры и спорта (исп. Facultad de Educación y Deporte, баск. Hezkuntza eta Kirol Fakultatea)
- Факультет социальной работы (исп. Facultad de RRLL y Trabajo Social, баск. Lan Harreman eta Gizarte Langintza Fakultatea)
- Факультет гуманитарных наук (исп. Facultad de Letras, баск. Letren Fakultatea)
- Медицинский факультет (исп. Facultad de Medicina y Enfermería, баск. Medikuntza eta Erizaintza Fakultatea)[2]

## Спорт
В UPV/EHU тренируется команда по гандболу. Также есть футбольная команда, в сезоне 2006—2007 играла в 4-й группе третьего дивизиона. Команда закончила на 19-м месте и была отнесена к региональному дивизиону.
Инженерное училище Бильбао и Университет Деусто ежегодно проводят соревнования по гребле в устье реки Бильбао.

## Личности, связанные с университетом
- Фернандо Саватер — был профессором этики
- Хуан Хосе Ибаррече Маркуарту — выпускник, президент автономной Страны Басков в составе Испании с 2 января 1999 по 7 мая 2009 года